# Zagual
En náutica se denomina zagual a un remo corto para cuyo uso no resulta preciso apoyarse en elementos de la regala (escálamos o toletes). El término procede del tagalo. Se trata de un remo de una sola pieza, cuyo palo en la caña es de sección redonda, que tiene en el guion una muletilla y en el otro extremo una pala plana de forma acorazonada. Está considerado como un elemento de seguridad en embarcaciones menores, por lo que en éstas su presencia es obligada.